# Numerele de înmatriculare auto în Kosovo

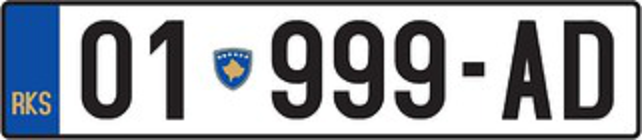
Plăcuțe eliberate de Republica Kosovo (RKS) începând cu 2010

În Kosovo, plăcuțele de înmatriculare sunt emise de Ministerul Afacerilor Interne al Republicii Kosovo. De la 1 iunie 2012, toți cetățenii din Kosovo sunt obligați să aibă la mașini plăcuțe cu KS sau RKS. Nerespectarea acestei directive duce la confiscarea plăcuțelor non-kosovare (inclusiv plăcuțele sârbești cu coduri ale districtelor kosovare) și la plata unor taxe. 

## Numerotare
La 6 decembrie 2010 a fost introdusă o nouă formă conținând literele RKS (inițialele Republicii Kosovo) pe un fundal albastru, un număr format din două cifre corespunzătoare districtelor din Kosovo, stema Republicii Kosovo, un număr format din trei cifre și o serie de două litere. Numărul din trei cifre începe de la 101, iar seria de litere de la AA. Plăcuțele cu forma veche emise sub UNMIK vor fi înlocuite pe măsură ce numerele trebuie reînnoite. De la 26 decembrie 2011, plăcuțele RKS vor fi înlocuite temporar cu plăcuțe sârbești atunci când se trece granița disputată spre Serbia.
| Cod | District  |
| --- | --------- |
| 01  | Priștina  |
| 02  | Mitrovica |
| 03  | Peć       |
| 04  | Prizren   |
| 05  | Uroševac  |
| 06  | Gnjilane  |
| 07  | Đakovica  |

## Plăcuțe KS din era UNMIK

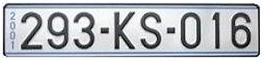
Plăcuță emisă de UNMIK în 2001. Deși au fost introduse plăcuțe noi, aceste plăcuțe sunt preferate atunci când se trece granița spre Serbia. Cei care au plăcuțe RKS primesc plăcuțe temporare sârbești.

Aceste plăcuțe au fost emise sub administrația UNMIK din 1999 până în 2010. Începând cu 1 noiembrie 2011, acestea vor continua să fie emise pentru cetățenii care au nevoie să treacă în Serbia, deoarece aceasta din urmă acceptă numai aceste plăci și nu noile plăci RKS . Ele constau dintr-un număr format din trei cifre și o abreviere de două litere KS, care înseamnă "Kosovo", și se încheie printr-un alt număr de trei cifre.

## Plăcuțe speciale
- Plăcuțele vehiculelor de export aveau fundal albastru și scrisul alb.
- Vehiculele poliției aveau scris roșu.
- Forța de Protecție a Kosovo aveau literele "FSK", apoi un număr format din trei cifre și sufixul "RKS".
- Plăcuțele diplomatice ale EULEX au fundal alb-negru. Plăcuțele negre au prefixul "EU" și sufixul "PV", în timp ce plăcuțele albe au prefixul "EU" și sufixul "LEX".
- Plăcuțele OSCE sunt alb-negru, cu prefixul "OSCE".
- Plăcuțele NATO au avut fundal albastru și font alb, cu prefixul "KFOR".
- Plăcuțele UNMIK aveau "UNMIK" în partea de sus și urmate de numere.

## Legături externe
- Plăcuțe de înmatriculare ale Kosovo
- Plăcuțe ale Misiunilor Internaționale în Kosovo
- Registracija vozila Arhivat în 26 august 2011, la Wayback Machine.